# オールバニ郡 (ワイオミング州)
座標: 北緯41度39分 西経105度44分 / 北緯41.65度 西経105.74度
オールバニ郡（英: Albany County）は、アメリカ合衆国ワイオミング州にある郡。人口は3万7066人（2020年）。郡庁所在地はララミーで、ララミーには州で唯一の大学のワイオミング大学がある。

## 歴史
オールバニ郡は1868年に組織された。

## 地理
アメリカ合衆国国勢調査局によると、この郡は総面積11,160 km2 （4,309 mi2）である。このうち11,066 km2 （4,273 mi2）が陸地で、93 km2 （36 mi2）が水地域である。総面積の0.84%が水地域となっている。

### 隣接する郡
- コンヴァース郡（北）
- プラット郡（北東）
- ララミー郡（東）
- ラリマー郡 (コロラド州)（南）
- ジャクソン郡 (コロラド州)（南西）
- カーボン郡（西）

## 人口動静

オールバニ郡の人口ピラミッド

2000年国勢調査で、この郡は32,014人、13,269世帯、及び7,006家族が暮らしている。人口密度は3/km2 （8/mi2）で、1/km2 （4/mi2）の平均的な密度に15,215軒の住居が建っている。この郡の人種的構成は白人91.32%、アフリカン・アメリカン1.11%、先住民0.95%、アジア系1.70%、太平洋諸島系0.06%、その他の人種2.65%、及び混血2.22%で、人口の7.49%がヒスパニックまたはラテン系である。人口のうち24.4%がドイツ系、11.1%がイングランド系、10.2%がアイルランド系、6.1%がアメリカ系移民の子孫である。
13,269世帯のうち、23.90%は18歳未満の子供と暮らしており、42.00%は夫婦で生活している。7.50%は未婚の女性が世帯主であり、47.20%は家族以外の住人と同居している。31.40%は独身の居住者が住んでおり、6.20%は65歳以上で独居である。620世帯は未婚の恋人と同棲していて、そのうち611世帯は異性愛者、3世帯は男性の同性愛者、6世帯は女性の同性愛者同士で住んでいる。1世帯あたりの平均人数は2.23人であり、家庭の場合は2.84人である。
郡内の住民は18.40%が18歳未満の未成年、18歳以上24歳以下が28.20%、25歳以上44歳以下が26.10%、45歳以上64歳以下が19.1%、及び65歳以上が8.30%にわたっている。中央値年齢は27歳である。女性100人ごとに対して男性は106.70人いて、18歳以上の女性100人ごとに対して男性は106.40人いる。
この郡の世帯ごとの平均的な収入は28,790米ドルであり、家族ごとでは44,334米ドルである。男性の31,087米ドルに対して女性は22,061米ドルの平均的な収入がある。この郡の一人当たりの収入（per capita income）は16,706米ドルである。人口の21.0%及び家族の10.8%は貧困線以下である。18歳未満の15.70%及び65歳以上の8.80%は貧困線以下の生活を送っている。
ワイオミング州では、人口密度が低いため州法により、道路の状況などにより移動ができない地域に生徒が1人でも存在すれば、小学校を開校することとなっている。2019年、郡内で州法が適用され10年以上ぶりに再開する小学校が現れてニュースとなった。

## コミュニティー

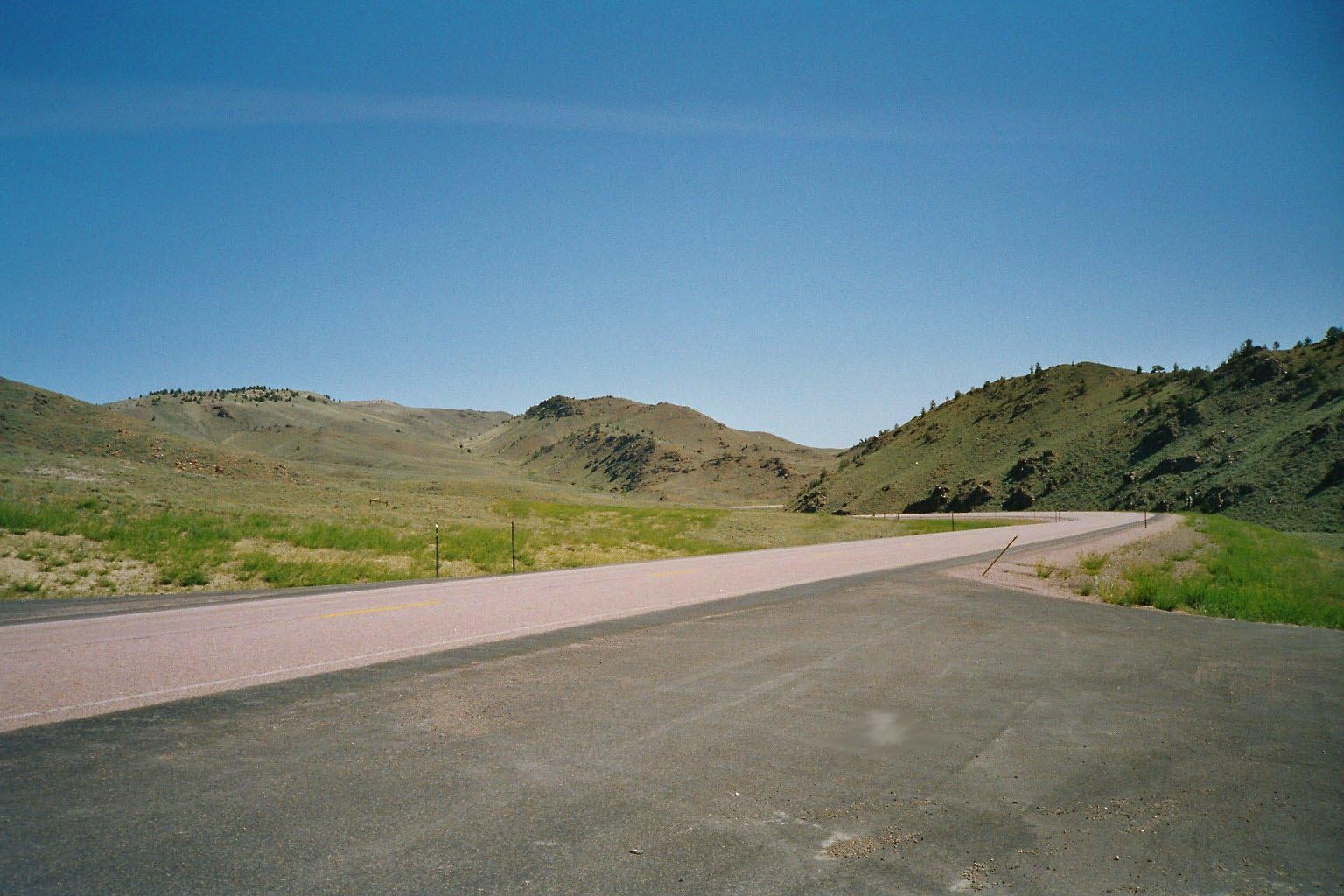
郡内のモートン・パスを通るワイオミング州道34号線。

都市
- ララミー

町
- ロック・リバー（en:Rock River, Wyoming）

国勢調査指定地域
- オールバニ（en:Albany, Wyoming）
- センテニアル（en:Centennial, Wyoming）
- ザ・ビュートズ（en:The Buttes, Wyoming）
- ウッズ・ランディングジェルム（en:Woods Landing-Jelm, Wyoming）

その他
- ビュフォード
- ギャレット（en:Garrett, Wyoming）
- タイ・サイディング（en:Tie Siding, Wyoming）